# Pachydactylus caraculicus
Pachydactylus caraculicus — вид геконоподібних ящірок родини геконових (Gekkonidae). Мешкає в Анголі і Намібії.

## Поширення і екологія
Pachydactylus caraculicus мешкають в провінції Намібе на південному заході Анголи та в регіоні Каоковельд на півночі Намібії. Вони живуть в густих сухих чагарникових заростях Кару-Наміб, в тріщинах серед гранітних і базальтових скель та під валунами. Зустрічаються на висоті до 800 м над рівнем моря.